# Gare de Morières-lès-Avignon
La gare de Morières-lès-Avignon est une gare ferroviaire française de la ligne d'Avignon à Miramas, située sur le territoire de la commune de Morières-lès-Avignon dans le département de Vaucluse, en région Provence-Alpes-Côte d'Azur.
Elle est mise en service en 1868 par la Compagnie des chemins de fer de Paris à Lyon et à la Méditerranée (PLM). C'est une halte de la Société nationale des chemins de fer français (SNCF) du réseau TER PACA desservie par des trains régionaux.

## Situation ferroviaire
La gare de Morières-lès-Avignon est située au point kilométrique (PK) 8,976 de la ligne d'Avignon à Miramas entre les gares de Montfavet et de Saint-Saturnin-d'Avignon. Son altitude est de 41 m.

## Histoire
La « gare de Morières » est mise en service le 29 décembre 1868 par la Compagnie des chemins de fer de Paris à Lyon et à la Méditerranée (PLM), lorsqu'elle ouvre à l'exploitation « l'embranchement d'Avignon à Cavaillon ». Elle est ouverte aux services grande et petite vitesse et des billets d'aller et retour à prix réduit, pour Avignon, sont proposés tous les jours aux voyageurs.
En 1901, des travaux sont effectués pour la remise en état du bâtiment voyageurs.
La « gare de Morières » figure dans la nomenclature 1911 des gares, stations et haltes, de la Compagnie des chemins de fer de Paris à Lyon et à la Méditerranée. Elle porte le no 8 de la ligne d'Avignon à Miramas, par Salon. C'est une gare, pouvant expédier mais pas recevoir des dépêches privées, qui dispose des services complets, de la grande vitesse (GV) et de la petite vitesse (PV), « à l'exclusion des chevaux chargés dans des wagons-écuries s'ouvrant en bout et des voitures à 4 roues à deux fonds et à deux banquettes dans l'intérieur, omnibus, diligences, etc. » et du service complet de la petite vitesse (PV).
En 1928 le PLM crée à Morières-lès-Avignon un « bureau restant » pour les colis en attente de leur destinataire et en 1929 des travaux sont en cours pour la construction d'une « cabine de block »
En 1933, la gare est équipée d'un « pont à bascule de 50 t modèle PLM ».

## Service des voyageurs

### Accueil
Halte SNCF, c'est un point d'arrêt non géré (PANG) à accès libre.

### Desserte
Morières-lès-Avignon, est une halte régionale du réseau TER PACA, elle est desservie par des trains de la relation de Avignon-Centre à Marseille-Saint-Charles, ou Miramas.

### Intermodalité
Le parking de véhicules est possible à proximité de l'entrée de la halte.